# Sergia
Sergia é um gênero botânico pertencente à família Campanulaceae.
A autoridade do género é Andrey Aleksandrovich Fedorov, tendo sido publicado em Fl. URSS xxiv. 474, no ano de 1957.
Trata-se de um género aceite pelo sistema de classificação filogenética Angiosperm Phylogeny Website.

## Géneros
Este género tem 7 espécies descritas das quais 2 são aceites:
- Sergia regelii (Trautv.) Fed.
- Sergia sewerzowii (Regel) Fed.